# Ayush Tandon

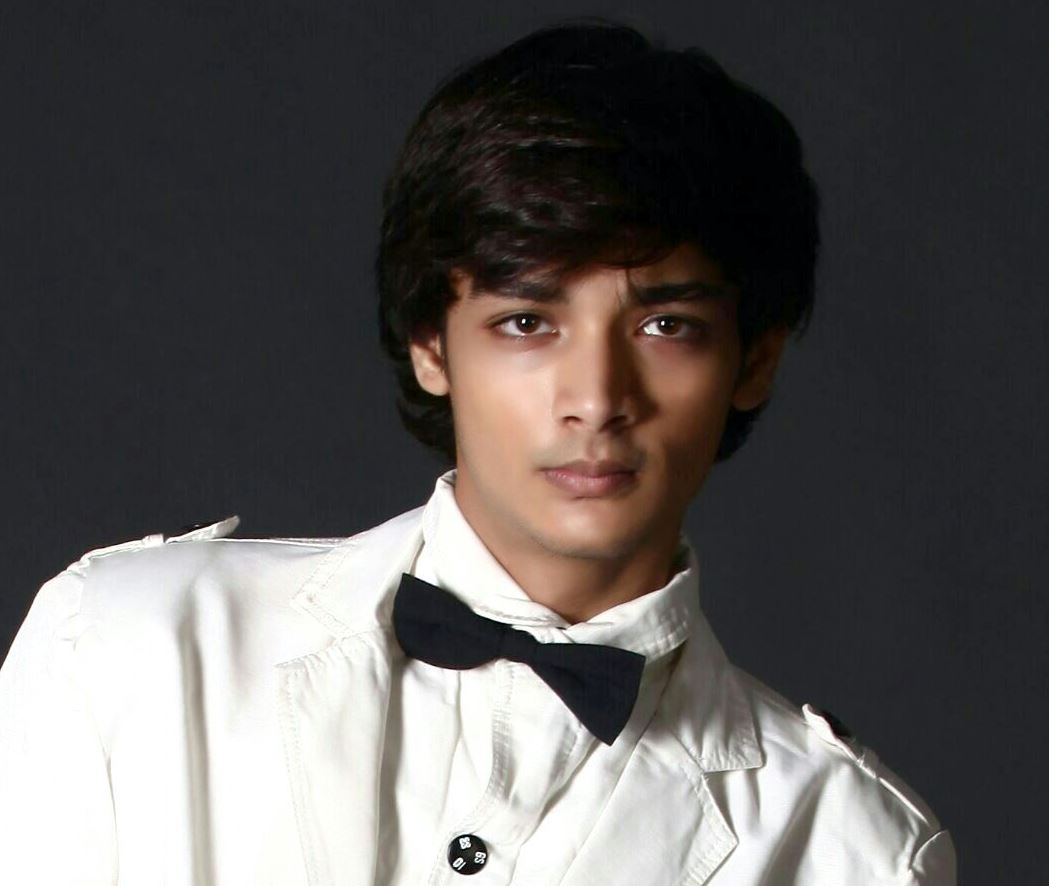
Ayush Tandon (2017)

Ayush Tandon (* 31. Juli 1998 in Mumbai) ist ein indischer Filmschauspieler und ehemaliger Kinderdarsteller. Bekanntheit erlangte er vor allem durch die Rolle des jungen Pi Patel aus dem Ang-Lee-Film Life of Pi: Schiffbruch mit Tiger.

## Leben und Karriere
Ayush Tandon wurde als Sohn von Hatinder und Asha Tandon in Mumbai geboren und wurde durch seinen Vater mit der Schauspieler in Verbindung gebracht, welchem selbst eine Schauspielkarriere verwehrt blieb. Im Alter von zehn Jahren nahm Tandon an der indischen Reality Show Chota Packet Bada Dhamaka teil, welche aus Tanz- und Gesangseinlagen besteht, die er mit seinem Team im Finale 2009 gewann. 2014 schloss er die Schule mit dem Secondary School Certificate, dem südasiatischen Äquivalent zum deutschen Realschulabschluss, ab und nahm anschließend ein Studium am Annasaheb Vartak College of Arts, Commerce and Science auf.
Im Jahr 2011 gab er sein Filmdebüt in der Rolle des jungen Arun in 7 Khoon Maaf, an der Seite von Priyanka Chopra und Vivaan Shah. Ein Jahr später wurde er einem größeren Publikum durch die Rolle des Pi Patel, aus dem von der Kritik gelobten Life of Pi: Schiffbruch mit Tiger, bekannt. Er spielte die Rolle im Alter von etwa zwölf Jahren, während auch der Darsteller der Figur im Erwachsenenalter, Suraj Sharma, mit dem Film seinen Durchbruch feierte. 2015 folgte eine Nebenrolle im Film Bajirao & Mastani – Eine unsterbliche Liebe.
Neben seinen Schauspielrollen war Tandon bereits in mehr als 50 Werbespots zu sehen.

## Filmografie (Auswahl)
- 2011: 7 Khoon Maaf
- 2012: Life of Pi: Schiffbruch mit Tiger (Life of Pi)
- 2015: Bajirao & Mastani – Eine unsterbliche Liebe (Bajirao Mastani)
- 2016: harry
- 2020: Special OPS (Fernsehserie, Episode 1x05)
- 2020: Chote Nawab